# Fossilopaea sulci
Fossilopaea
Genre
Espèce
Fossilopaea sulci, unique représentant du genre Fossilopaea, est une espèce fossile d'araignées aranéomorphes de la famille des Oonopidae.

## Distribution
Cette espèce a été découverte dans de l'ambre en République dominicaine. Elle date du Néogène.

## Publication originale
- (de) Jörg Wunderlich, Die fossilen Spinnen im dominikanischen Bernstein., vol. 2, coll. « Beiträge zur Araneologie », 1988, 1–378 p..